# Starr Lake
Der Starr Lake ist ein kleiner Schmelzwassersee auf der antarktischen Ross-Insel. Er liegt auf halbem Weg zwischen dem First Crater und dem Crater Hill auf der Hut-Point-Halbinsel.
Seinen Namen erhielt der See in den 1970er Jahren. Namensgeber ist der Steelworker James W. Starr von der United States Navy, der den See als Süßwasserquelle für die 800 m nördlich liegende McMurdo-Station erschlossen hatte.